# 丘魯萊亞薩鄉
46°15′N 23°02′E / 46.250°N 23.033°E
丘魯萊亞薩鄉（羅馬尼亞語：Comuna Ciuruleasa, Alba），是羅馬尼亞的鄉份，位於該國中部，由阿爾巴縣負責管轄，面積56平方公里，海拔高度836米，2011年人口1,197，人口密度每平方公里24人。